# Hogwarts Legacy
Hogwarts Legacy (Наследството на Хогуортс) е екшън ролева видео игра, разработена от Avalanche Software и издадена от Warner Bros. Interactive Entertainment под лейбъла Portkey Games, използвайки Unreal Engine, продуцирана от Джеймс Кабрера, със сценарий от Мойра Скиър и музика от Александър Хоровиц. Действието на играта се развива във вселената на Магьосническия свят, базирана на романите Хари Потър и едноименната филмова поредица, включително Фантастични животни. Премиерата на играта е на 10 февруари 2023 г. за платформите PlayStation 5, Windows и Xbox Series X/S, за платформите PlayStation 4 и Xbox One – 4 април 2023 г., и за Nintendo Switch – 25 юли 2023 г.

## Резюме

### Рамка и герои
Действието в Hogwarts Legacy се развива в края на 1800 г. на места като замъка „Хогуортс“, селото Хогсмийд и шотландските планини. Играта проследява ученик (озвучен от Себастиан Крофт или Амелия Гетинг), който започва обучението си в пети курс. Тъй като главният герой започва своето обучение по-късно от другите ученици, Министерството на магията предоставя полево ръководство за магьосници. Попълването на раздели от това ръководство чрез изследване предоставя допълнителна информация и точки за опит. Героят, който държи ключа към „древна тайна, която заплашва да разкъса света на магьосниците“, е способен да манипулира мистериозна древна магия и ще трябва да помогне да разкрие защо тази забравена магия внезапно се възражда.
Новият герой професор Елеазар Фиг действа като наставник на героя. Други нови герои са учениците Амит Такър, Евърет Клоптън, професорите Онаи, Шах и Финиъс Нигелус Блек, както и професор Матилда Уизли. Главният герой също така може да изгради приятелства със състудентите Нацай Онаи, Попи Суитинг и Себастиан Салоу, които участват в приключението като придружаващи герои.  Антагонистите, представени в играта, включват Ранрок, лидерът на бунта на гоблините, и Виктор Рукууд, лидерът на група тъмни магьосници.

### Сюжет
Главният герой получава писмо от професор Уизли, съдържащо потвърждение за обучение в Училището за магия и вълшебство „Хогуортс“ като ученик в пети курс, като същевременно посочва професор Фиг като негов ментор. Фиг придружава главния герой от Лондон до „Хогуортс“ чрез летяща карета. Докато обсъждат неизвестен артефакт, дракон ги напада. Драконът разкъсва каретата, а Фиг и главният герой изпадат от нея. Фиг използва заклинание, за да достигне до ключа, който е вътре в артефакта, и когато го прави, се оказва, че е летекод, способен да се телепортира в банката на магьосниците „Гринготс“. Използвайки ключа, за да влезе в стар трезор, главният герой научава, че може да види древна магия и се изправя срещу гоблина Ранрок. Фиг и главният герой избягват гоблина и главният герой започва обучението си в „Хогуортс“.
Главният герой научава различни заклинания по време на часовете, като същевременно изследва училището, Хогсмийд и външните региони със спътници, Себастиан Салоу и Нацай Онаи. Междувременно професор Фиг изследва тайните на древната магия, подкрепяна от главния герой. В крайна сметка те откриват тайна, древна стая под Хогуортс, Стаята с картите, където четирима пазители – говорещи портрети на бивши служители на Хогуортс, пазят тайните на древната магия от по-широкия свят. Главният герой научава, че предишен професор, Изидора Морганах, не е съгласна с Пазителите относно скриването на древната магия, оставяйки хранилище на сила, което Ранрок се опитва да намери, тъй като желае гоблините да се надигнат срещу магьосническия свят. Група тъмни магьосници, водени от Виктор Рукууд, си сътрудничат с Ранрок, за да подкрепят бунта на последния.
За да разкрие тайните на древната магия, главният герой трябва да премине четири изпитания, провеждани от пазителите на картата. За да премине успешно изпитанията, главният герой трябва да преодолее опасни задачи и пъзели. Краят на всяко изпитание води до мислоем, магическо устройство за съхраняване и преглед на спомени. Използвайки го, главният герой получава достъп до спомените на четиримата пазители, научавайки за тяхната история по отношение на древната магия и връзката с Изидора Морганах. Изидора използва древна магия в опит да извлече негативни емоции, особено от страдащия си баща. Пазителите забелязват, че бащата на Изидора не само е загубил негативните емоции, но и всичките. След като разбират, че тя използва тази практика върху учениците, и четиримата се опитват да я спрат, но не успяват. Без да се вижда алтернатива, един от пазителите в крайна сметка използва убийственото проклятие, за да елиминира Изидора. След това пазителите решават да запазят хранилището в тайна. Тъй като главният герой завършва всички изпитания, те получават една последна задача: да създадат специален вид магическа пръчка, състояща се от артефактите, намерени в мислоемите.
Професор Фиг изпраща главния герой при Оливандър, за да изработи пръчката на пазителя. Докато главният герой напуска Оливандър, те попадат в засада от Виктор Рукууд. Той предлага съюз срещу гоблините, но главният герой отказва, което води до битка, в която главният герой успява да го победи. Малко след това, Ранрок намира хранилището на Изидора и „освобождава“ древната сила, след което я поглъща, за да се превърне в дракон. След битка между Ранрок и главния герой, главният герой слага край на бунта на гоблините, като побеждава Ранрок и трябва да реши дали да запази тайната на пазителите или да разкрие съществуването на древната магия, като вземе силата. Независимо от направения избор, Фиг е смъртоносно ранен по време на битката и умира малко след като битката е спечелена. Професорите Блек и Уизли държат надгробна реч в чест на Фиг, като главният герой присъства. След това главният герой се връща, за да завърши редовно училищно обучение, тъй като краят на учебната година води до изпитите С.О.В.А. Пътуването завършва с професор Уизли, която дава на главния герой 100 точки за необикновеното приключение, което в крайна сметка води до спечелване на Купата на домовете за съответния дом.

## Игра
,,Hogwarts Legacy" е екшън ролева игра за един играч с отворен свят. Героят на играча ще може да посещава часовете по вълшебство, защита срещу Черните изкуства, билкология и отвари в училището за магия и вълшебство „Хогуортс“. Познати места от франчайза „Хари Потър“, които могат да бъдат изследвани, са Забранената гора, улица „Диагон-али“ и село Хогсмийд. Други места, които все още не са показвани визуално в други медии, са общите стаи на Хафълпаф и Рейвънклоу. Напредвайки през играта, интериорът и екстериорът на замъка ще се променят визуално, за да съответстват на сезоните.
При създаването на героя си играчът ще може да избере неговия външен вид и пол, а също и училищния дом, към който ще принадлежи. Освен това играчът ще може да персонализира гласа и типа на тялото на своя герой. С напредъка на нивата играчът ще надгражда с различни магии, таланти и способности. Играта също ще включва елементи за персонализиране на околната среда; играчът ще може да променят Нужната стая, появяваща се в замъка.
Героят на играча ще се научи да прави различни магически заклинания, да приготвя отвари и да овладява бойни способности. Докато играчът напредват, ще може да развие свой собствен специален боен стил. Играчът ще може да придобива различни бойни предмети, или чрез търговия, или чрез изработване, които могат да бъдат използвани за нараняване на враговете. Играещият ще може да опитомява, да се грижи и да язди различни магически същества, включително хипогрифи и тестрали. Драконите, троловете и нифлерите са други взаимодействащи магически същества. Някои същества могат да се използват в битка, като например използването на мандрагората за зашеметяване на враговете.

## Разработване
В момента играта се разработва от Avalanche Software, който е придобит от Warner Bros. Interactive Entertainment от Уолт Дисни Къмпани през януари 2017 г. През същата година „Уорнър Брос“ създава нов издателски лейбъл, наречен Portkey Games, който е посветен в управляването на лиценза на Магьоснически свят. Според „Уорнър Брос“ създателката на франчайза Дж. К. Роулинг не е пряко замесена в разработването на играта.
През 2018 г. изтичат кадри от играта.

## Отличия
Играта „Hogwarts Legacy“ е номинирана за „Най-очаквана игра“ от шоу наградите The Game Awards 2022.